# Vietcombank
La Banque par actions du commerce extérieur du Vietnam, (vietnamien : Ngân hàng Ngoại thương Việt Nam] communément appelée Vietcombank, est une banque commerciale au Viêt Nam.

## Présentation
La Vietcombank est la plus première société cotée par capitalisation boursière à la bourse d'Hô Chi Minh-Ville.
La Banque commerciale par actions pour le commerce extérieur du Vietnam est fondée le 1er avril 1963 sous le nom de Banque pour le commerce extérieur du Vietnam '. 
Elle est détachée du Bureau des changes de la Banque d'État du Viêt Nam pour devenir une banque exclusivement pour le commerce extérieur.
En 1990, Vietcombank a diversifié ses services pour devenir une banque commerciale de masse.  
En 1996, le nom officiel de la banque a été changé en Banque commerciale par actions pour le commerce extérieur du Vietnam. 
En 2008, Vietcombank a été sélectionné par le gouvernement pour être le projet pilote de la privatisation des entreprises publiques. 
La banque a ensuite été cotée à la bourse d'Hô Chi Minh-Ville le 30 juin 2009 après une introduction en bourse réussie qui a levé 652 millions de dollars, ce qui en fait la plus grande entreprise vietnamienne à effectuer un premier appel public à l'épargne.

## Organisation

### Succursales et agences
Au 31 décembre 2018, Vietcombank compte 106 succursales et 431 agences : 21 succursales dans le Nord (19,8 %); 15 succursales à Hanoï (14,2 %); 14 succursales dans la région Centre-Nord (13,2%); 11 succursales dans les régions du centre-sud et des hautes terres (10,4 %), 17 succursales à Hô Chi Minh-Ville (16,0 %); 13 succursales dans la région de l'Est et du Sud (12,3 %) et 15 succursales dans la Région Ouest-Sud (14,2 %).
Vietcombank a établi et étendu son réseau de 1 800 banques correspondantes dans 118 pays et territoires du monde entier.

### Filiales du groupe Vietcombank
En 2019, Vietcombank a investi dans des filiales, des coentreprises et des entreprises associées sont les suivantes:  
|    | Nom                                 | Propriété | Activité                |
| -- | ----------------------------------- | --------- | ----------------------- |
| 1  | Vietcombank Financial Leasing       | 100 %     | Crédit-bail             |
| 2  | Vietcombank Securities              | 100 %     | Banque d'investissement |
| 3  | Vietcombank Funfd management        | 51 %      | Banque d'investissement |
| 4  | Vietcombank Tower 198               | 70 %      | Immobilier              |
| 5  | Vietnam Finance Co.                 | 100 %     | Services financiers     |
| 6  | Remitance Company                   | 100 %     | Services financiers     |
| 7  | Vietcombank Money                   | 75 %      | Transfert d'argent      |
| 8  | Vietcombank - Bonday - Ben Thanh    | 52 %      | Immobilier              |
| 9  | Vietcombank Fund Management         | 51 %      | Gestion d'actifs        |
| 10 | Vietcombank - Cardif Life Insurance | 48 %      | Assurance-vie           |
| 11 | Vietcombank Bonday                  | 16 %      | Immobilier              |

## Actionnaires
Les actions de la Vietcombank sont côtées à la bourse d'Hô Chi Minh-Ville, sous le code VCB. 
Au 31 décembre 2014, les actionnaires principaux de la banque sont : 
| # | Actionnaire               | Pourcentage |
| - | ------------------------- | ----------- |
| 1 | Banque d'État du Viêt Nam | 74,8 %      |
| 2 | Banque Mizuho             | 15,00 %     |
| 3 | autres                    | 10,2 %      |
|   | Total                     | 100.00 %    |